# Federico Mayor Zaragoza
Federico Mayor Zaragoza (Barcelona, 27 de enero de 1934 – Madrid, 19 de diciembre de 2024) fue un farmacéutico, profesor, poeta, político y alto funcionario internacional español, quien ganó notoriedad por ser ministro de Educación y Ciencia de España entre 1981 y 1982 y director general de la Unesco durante doce años, entre 1987 y 1999.

## Biografía
Federico Mayor Zaragoza fue doctor en Farmacia por la Facultad de Farmacia de la Universidad Complutense de Madrid (1958). Inició su carrera profesional en el mundo académico, alcanzando el puesto de catedrático de Bioquímica de la Facultad de Farmacia de la Universidad de Granada en 1963, y de rector de dicha Universidad entre 1968 y 1972. Ese mismo año obtuvo la cátedra de Bioquímica de la Universidad Autónoma de Madrid, cargo que ocupó hasta 2004. Fue nombrado vicepresidente del Consejo Superior de Investigaciones Científicas (CSIC) en 1971 y, posteriormente, ejerció como presidente en funciones (1972–1973). Fue cofundador en 1974 del Centro de Biología Molecular Severo Ochoa (CBMSO) y director del mismo hasta 1978.
Desempeñó diversos cargos políticos. Fue subsecretario del Ministerio de Educación y Ciencia en el periodo 1974–1975, presidido por Carlos Arias Navarro en tiempos de la dictadura de Francisco Franco. En abril de 1976 fue nombrado presidente de la Comisión para el Estudio del Régimen Administrativo Especial de Cataluña, que debía estudiar un régimen autonómico para las cuatro provincias catalanas en el marco de la ley de Bases del Régimen Local. Participó en las primeras elecciones generales como miembro de la UCD, siendo elegido diputado a Cortes (1977–1978) por la provincia de Granada. Ya en la transición política, se desempeñó como consejero del Presidente del Gobierno (1977–1978), ministro de Educación y Ciencia (1981–1982) y diputado al Parlamento Europeo por el Centro Democrático y Social (1987).

Durante su etapa como director general de la Unesco

En 1978 fue nombrado director general adjunto de la Unesco, puesto que desempeñó hasta su regreso a España en 1981. En 1987, la XXIV Conferencia General de la Unesco lo eligió como director general, cargo en el que permaneció hasta 1999.
Desde el año 2000 presidió la Fundación Cultura de Paz. Fue presidente del Consejo Científico de la Fundación Ramón Areces desde 1993. En 2005 fue designado copresidente del Grupo de Alto Nivel para la Alianza de Civilizaciones, por el secretario general de las Naciones Unidas. En junio de 2008 fue nombrado presidente del Consejo Directivo de la Agencia de Noticias Inter Press Service (IPS). El Gobierno español, presidido por el socialista José Luis Rodríguez Zapatero, en octubre de 2010, momento de su fundación, lo nombra presidente de la Comisión Internacional contra la Pena de Muerte; siendo posteriormente Presidente Honorífico.
Fue miembro de múltiples organizaciones, academias y asociaciones nacionales e internacionales, entre otras: Sociedad Española de Bioquímica (1964) de la que fue presidente (1970–1974), Asociación Americana para el Fomento de la Ciencia (1965), Sociedad de Bioquímica del Reino Unido (1966), Real Academia Nacional de Farmacia (1975), Club de Roma (1981), Real Academia de Bellas Artes de San Fernando (1994), Academia China de Ciencias (1994), Academia Rusa de Ciencias (1999), Academia Georgiana de Ciencias (1998), Real Academia Nacional de Medicina (2002) y de la Academia Europea de Ciencias y Artes. 
En las elecciones generales del 20 de noviembre de 2011 apoyó públicamente la candidatura del PSOE encabezada por Alfredo Perez Rubalcaba; asimismo, en enero de 2013, fue una de las personalidades que apoyaron una manifestación en Bilbao a favor del acercamiento al País Vasco de los presos de la banda terrorista ETA.

## Obras
Además de sus numerosas publicaciones científicas, el profesor Federico Mayor publicó poemarios: A contraviento (1985), Aguafuertes (1991), El fuego y la esperanza (1996), Terral (1997), Voz de vida, voz debida (2007), Alzaré mi voz (2007), En pie de paz (2008) y varios libros de ensayos: Un mundo nuevo (en inglés The World Ahead: Our Future in the Making) (1999), Los nudos gordianos (1999), Mañana siempre es tarde (1987), La nueva página (1994), Memoria del futuro (1994), La paix demain? (1995), Science and Power (1995), UNESCO: un idéal en action (1996), La palabra y la espada (2002), La fuerza de la palabra (2005) y Un diálogo ibérico: en el marco europeo y mundial (2006), Enfermedades metabólicas (2006), Tiempo de acción (2008).

## Títulos y reconocimientos
Recibió condecoraciones y distinciones de diferentes países y fue nombrado doctor honoris causa por numerosas universidades nacionales e internacionales.
En 2024 fue galardonado con el Premio Mundial de la Paz al Activismo por la Paz, otorgado por la Schengen Peace Foundation y el Luxembourg Peace Prize 
En 2007 fue premiado con el reconocimiento Madre Terra de los Premios ONES Mediterránia por su trayectoria en la lucha por la igualdad, la justicia social y la defensa medio ambiental.
En el Consejo de Gobierno de la Junta de Andalucía celebrado el 19 de febrero de 2008 fue nombrado hijo adoptivo de la comunidad. Recibió esta condecoración en un acto celebrado el 28 de febrero del mismo año en el Teatro de la Maestranza de Sevilla, dentro de los actos del Día de Andalucía.
En 1997 recibió el Premio por la Paz, que otorga la Asociación para las Naciones Unidas en España (ANUE) 
Asimismo es hijo adoptivo de Tortosa (1988) y de la ciudad de Cuenca.